# Sông Tả Trạch
Sông Tả Trạch là phụ lưu hợp thành của sông Hương, chảy qua thành phố Đà Nẵng và thành phố Huế, Việt Nam .
Sông có chiều dài khoảng 70 km, chảy qua xã các huyện, thị xã, thành phố: Hòa Vang (Đà Nẵng), Phú Lộc, Hương Thủy, thành phố Huế.

## Dòng chảy
Sông bắt nguồn từ dãy Bạch Mã ở xã Hòa Bắc huyện Hòa Vang, Đà Nẵng 16°08′16″B 107°52′12″Đ / 16,137725°B 107,869903°Đ. Đoạn từ thượng nguồn đến xã Hương Lộc có tên gọi sông Ba Ran, chảy theo hướng tây vào huyện Phú Lộc, thành phố Huế..
Đến địa phận thị trấn Khe Tre (huyện Phú Lộc), sông đổi hướng chảy theo hướng tây bắc qua các huyện, thị xã Phú Lộc, Hương Thủy và hợp lưu với sông Hữu Trạch tại Long Hồ thuộc quận Phú Xuân,thành phố Huế. đổ vào sông Hương .

## Thủy điện
Thủy điện Tả Trạch công suất lắp máy 21 MW, xây dựng trên sông Tả Trạch tại vùng đất xã Dương Hòa thị xã Hương Thủy, hoàn thành tháng 4/2014 16°18′45″B 107°37′43″Đ / 16,312513°B 107,628586°Đ